# KNVB Beker 1977/78
De 60ste editie van de KNVB Beker kende AZ'67 als winnaar. Het was de eerste keer dat de club de beker in ontvangst nam. AZ '67 versloeg Ajax in de finale uit in Amsterdam met 1-0. In tegenstelling tot waar een bekercompetitie voor staat vond de KNVB het nodig om de kwartfinales en de halve finales over een thuis- en een uitduel te laten gaan, ongeacht de uitslag van het eerste duel.

## Eerste ronde
| Datum          | Wedstrijd                            | Uitslag                    | Scoreverloop |
| -------------- | ------------------------------------ | -------------------------- | --- |
| 8 oktober 1977 | SC Cambuur – FC Den Bosch '67        | 2 – 0 (1 – 0)              | 2' Harry van den Ham 1-0, 79' Gojko Kuzmanović 2-0 |
| 8 oktober 1977 | DOVO – Volendam (am)                 | 2 – 1 (1 – 0)              | 41' Benno Wormgoor 1-0, 53' Rini Veldhuizen 2-0, 65' Jacq Jonk (pen) 2-1                                                                                         |
| 8 oktober 1977 | Fortuna SC – De Graafschap           | 3 – 2 n.v. (2 – 2) (1 – 0) | 19' Tiny Ruijs 1-0, 55' Tiny Ruijs 2-0, 61' Adri Nanlohy 2-1, 66' Jo Bux (e.d.) 2-2, 118' Hans Engbersen 3-2                                                     |
| 8 oktober 1977 | IJsselmeervogels – sc Heerenveen     | 2 – 1 (0 – 1)              | 21' Jan Rorije 0-1, 56' Jan Zwaan 1-1, 89' Jaan de Graaf 2-1 |
| 9 oktober 1977 | FC Dordrecht – BVV                   | 0 – 1 (0 – 0)              | 86' Kees Harmse 0-1 |
| 9 oktober 1977 | Excelsior – Rheden                   | 5 – 0 (2 – 0)              | 22' Sjaak Roggeveen 1-0, 42' Ton Pattinama 2-0, 68' Ton Pattinama 3-0, 73' Ron Roos 4-0, 89' Sjaak Roggeveen 5-0                                                 |
| 9 oktober 1977 | FC Groningen – EDO                   | 2 – 0 (1 – 0)              | 3' Peter Houtman 1-0, 89' Walter Waalderbos 2-0 |
| 9 oktober 1977 | SC Heracles '74 – MVV                | 1 – 0 (0 – 0)              | 74' Warry Grobben 1-0 |
| 9 oktober 1977 | PEC Zwolle – Eindhoven               | 1 – 1 n.v. (1 – 1) (1 – 0) | 43' Ben Hendriks 1-0, 53' Lambert Kreekels 1-1 Eindhoven wint na strafschoppen                                                                                   |
| 9 oktober 1977 | SVV – Limburgia                      | 3 – 3 n.v. (2 – 2) (1 – 0) | 43' Dick Hoogmoed 1-0, 46' Sjef Derks 1-1, 58' Wim de Haan 2-1, 61' Jan Deswijzen 2-2, 93' Dick Hoogmoed 3-2, 101' Jos Goldschmidt 3-3 SVV wint na strafschoppen |
| 9 oktober 1977 | SC Veendam – Helmond Sport           | 5 – 2 (1 – 0)              | 41' Joop Molendijk 1-0, 52' Wim Swart 2-0, 61' Joop Molendijk 3-0, 62' Wim Swart 4-0, 66' Jan Korte 5-0, 75' Gerard Delauw 5-1, 87' Tonnie Beekmans 5-2          |
| 9 oktober 1977 | FC Vlaardingen '74 – Enschedese Boys | 3 – 0 (1 – 0)              | 41' Jan Lohmen 1-0, 69' Predrag Drapić 2-0, 81' Predrag Drapić 3-0                                                                                               |
| 9 oktober 1977 | Wageningen – SC Amersfoort           | 1 – 0 (1 – 0)              | 9' Stanley Bish 1-0 |
| 9 oktober 1977 | Willem II – DWV                      | 1 – 2 (0 – 1)              | 26' Johnny de Hoog 0-1, 71' Cor Barbee 0-2, 74' Charles Schutter 1-2                                                                                             |

## Tweede ronde
| Datum            | Wedstrijd                          | Uitslag                    | Scoreverloop |
| ---------------- | ---------------------------------- | -------------------------- | --- |
| 19 november 1977 | DOVO – SC Veendam                  | 0 – 3 (0 – 0)              | 49' Rinus Brinkman 0-1, 75' Joop Molendijk 0-2, 87' Henk Lodenstein 0-3 |
| 19 november 1977 | Go Ahead Eagles – FC Twente '65    | 2 – 1 n.v. (1 – 1) (1 – 0) | 13' Wim Woudsma 1-0, 61' Piet Wildschut 1-1, 92' Jacques van der Pas 2-1 |
| 19 november 1977 | PSV – SVV                          | 6 – 0 (4 – 0)              | 2' Willy van de Kerkhof 1-0, 36' Adrie van Kraaij 2-0, 40' Jan Poortvliet 3-0, 45' Gerrie Deijkers 4-0, 50' Harry Lubse 5-0, 67' Gerrie Deijkers 6-0                        |
| 19 november 1977 | IJsselmeervogels – FC Groningen    | 1 – 3 (1 – 1)              | 8' Henk de Graaf 1-0, 45' Theo Keukens 1-1, 68' Peter Houtman 1-2, 84' Eddy Bakker 1-3                                                                                      |
| 20 november 1977 | Ajax – Telstar                     | 4 – 1 (2 – 1)              | 4' Geert Meijer 1-0, 7' Ruud Geels 2-0, 15' Peter Caljouw 2-1, 48' Frank Arnesen 3-1, 80' Hans Erkens 4-1                                                                   |
| 20 november 1977 | DWV – Roda JC                      | 0 – 1 n.v.                 | 110' Terry Lees 0-1 |
| 20 november 1977 | Eindhoven – SC Cambuur             | 3 – 1 n.v. (1 – 1) (1 – 0) | 9' Cees Schapendonk 1-0, 65' Jaap de Blaauw 1-1, 108' Jos Dijkstra (pen) 2-1, 120' Jos Dijkstra 3-1                                                                         |
| 20 november 1977 | Excelsior – NAC                    | 3 – 2 (2 – 2)              | 5' Koos Waslander 1-0, 19' Leen Swanenburg (pen) 2-0, 24' Nikola Budišić 2-1, 44' Martien Vreijsen (pen) 2-2, 55' Cor Pot 3-2                                               |
| 20 november 1977 | Feijenoord – BVV                   | 3 – 0 (0 – 0)              | 60' Clyde Best 1-0, 75' René Notten (pen) 2-0, 77' Aad Mansveld 3-0 |
| 20 november 1977 | Haarlem – N.E.C.                   | 1 – 0 (0 – 0)              | 88' Rob de Kip 1-0 |
| 20 november 1977 | Sparta Rotterdam – SC Heracles '74 | 5 – 0 (3 – 0)              | 18' Michel Valke 1-0, 21' Arie van Staveren 2-0, 43' Ray Clarke 3-0, 68' Rob van der Meer 4-0, 76' Ray Clarke (pen) 5-0                                                     |
| 20 november 1977 | Vitesse – FC Den Haag              | 3 – 0 (1 – 0)              | 7' Dick Mulderij 1-0, 60' Henk (Charly) Bosveld 2-0, 70' Boško Bursać 3-0                                                                                                   |
| 20 november 1977 | FC Vlaardingen '74 – FC Amsterdam  | 0 – 3 (0 – 3)              | 34' Heini Otto 0-1, 38' André Wetzel 0-2, 39' André Wetzel 0-3 |
| 20 november 1977 | FC Volendam – FC Utrecht           | 3 – 3 n.v. (2 – 2) (0 – 1) | 24' Jan van Staa 0-1, 50' Dick Helling 1-1, 54' Jan van Staa 1-2, 90' Frank Kramer 2-2, 101' Kees (Pier) Tol 3-2, 110' Joop van Maurik 3-3 FC Utrecht wint na strafschoppen |
| 20 november 1977 | Wageningen – FC VVV                | 2 – 0 n.v.                 | 98' Jan Menting 1-0, 102' Stanley Bish 2-0 |
| 14 december 1977 | AZ '67 – Fortuna SC                | 2 – 0 (1 – 0)              | 11' Kristen Nygaard 1-0, 85' Kees Kist 2-0 |

## Derde ronde
| Datum            | Wedstrijd                          | Uitslag                    | Scoreverloop |
| ---------------- | ---------------------------------- | -------------------------- | --- |
| 21 december 1977 | PSV – Wageningen                   | 1 – 6 (0 – 4)              | 2' Cees van den Berg 0-1, 20' Stanley Bish 0-2, 31' Jan Menting 0-3, 37' Jan Menting 0-4, 67' Willy van der Kuijlen 1-4, 68' Gerdo Hazelhekke 1-5, 72' Jan Menting 1-6 |
| 24 december 1977 | Ajax – Eindhoven                   | 7 – 0 (3 – 0)              | 17' Tscheu La Ling 1-0, 23' Tscheu La Ling 2-0, 30' Ruud Geels 3-0, 47' Ruud Geels 4-0, 71' Ruud Geels 5-0, 73' Ruud Geels 6-0, 87' Dick Schoenaker 7-0                |
| 24 december 1977 | Sparta Rotterdam – Go Ahead Eagles | 1 – 0 (1 – 0)              | 40' Ton Marijt 1-0 |
| 24 december 1977 | Vitesse – FC Utrecht               | 4 – 3 n.v. (1 – 1) (1 – 1) | 25' Joop van Maurik 0-1, 43' Joop Heezen 1-1, 92' Hans Bleijenberg 2-1, 93' Hannie Das 3-1, 97' Jan van Staa 3-2, 99' Boško Bursać 4-2, 110' Piet Hamberg 4-3          |
| 26 december 1977 | AZ '67 – FC Amsterdam              | 1 – 0 (1 – 0)              | 40' Kees Kist 1-0 |
| 26 december 1977 | Excelsior – FC Groningen           | 2 – 1 (1 – 1)              | 43' Eddy Bakker 0-1, 44' Sjaak Roggeveen 1-1, 46' Aad Teijl 2-1 |
| 26 december 1977 | Roda JC – Haarlem                  | 1 – 0 (0 – 0)              | 85' Theo de Jong (pen) 1-0 |
| 26 december 1977 | SC Veendam – Feijenoord            | 2 – 1 (1 – 1)              | 10' Willy Kreuz 0-1, 16' Geert Meijer 1-1, 58' André Brouwer 2-1 |

## Kwartfinales
| Datum           | Wedstrijd                  | Uitslag       | Scoreverloop                                                       |
| --------------- | -------------------------- | ------------- | ------------------------------------------------------------------ |
| 1 februari 1978 | Roda JC – Ajax             | 0 – 3 (0 – 1) | 15' Johan Zuidema 0-1, 82' Geert Meijer 0-2, 86' Geert Meijer 0-3  |
| 1 februari 1978 | SC Veendam – Excelsior     | 2 – 1 (1 – 0) | 19' Wim Swart 1-0, 61' Rinus Brinkman 2-0, 79' Leen Swanenburg 2-1 |
| 5 februari 1978 | Wageningen – AZ '67        | 1 – 2 (0 – 0) | 62' Bert van Marwijk 0-1, 73' Kees Kist 0-2, 89' Jan Menting 1-2   |
| 1 maart 1978    | Vitesse – Sparta Rotterdam | 0 – 2 (0 – 1) | 40' Ray Clarke 0-1, 60' Ray Clarke (p) 0-2                         |

Replay
| Datum           | Wedstrijd                  | Uitslag       | Scoreverloop                                                           |
| --------------- | -------------------------- | ------------- | ---------------------------------------------------------------------- |
| 5 februari 1978 | Excelsior – SC Veendam     | 3 – 0 (1 – 0) | 8' Leen Swanenburg 1-0, 53' Jan Viergever 2-0, 57' Leen Swanenburg 3-0 |
| 1 maart 1978    | AZ '67 – Wageningen        | 1 – 0 (1 – 0) | 43' Hugo Hovenkamp 1-0                                                 |
| 8 maart 1978    | Ajax – Roda JC             | 1 – 1 (1 – 0) | 10' Søren Lerby 1-0, 80' John Meuser 1-1                               |
| 15 maart 1978   | Sparta Rotterdam – Vitesse | 2 – 0 (0 – 0) | 71' Michel Valke 1-0, 87' Arie van Staveren 2-0                        |

## Halve finales
| Datum         | Wedstrijd               | Uitslag       | Scoreverloop                                                         |
| ------------- | ----------------------- | ------------- | -------------------------------------------------------------------- |
| 22 maart 1978 | Sparta Rotterdam – Ajax | 2 – 1 (1 – 1) | 18' Arie van Staveren 1-0, 20' Frank Arnesen 1-1, 83' Ray Clarke 2-1 |
| 30 maart 1978 | Excelsior – AZ '67      | 1 – 2 (1 – 0) | 10' Leen Swanenburg 1-0, 70' John Metgod 1-1, 87' John Metgod 1-2    |

replay
| Datum         | Wedstrijd               | Uitslag       | Scoreverloop                                                         |
| ------------- | ----------------------- | ------------- | -------------------------------------------------------------------- |
| 13 april 1978 | Ajax – Sparta Rotterdam | 2 – 0 (0 – 0) | 70' Dick Schoenaker 1-0, 86' Ruud Geels 2-0                          |
| 19 april 1978 | AZ '67 – Excelsior      | 3 – 0 (1 – 0) | 9' Kees Kist 1-0, 56' Kristen Nygaard 2-0, 71' John Metgod (pen) 3-0 |

## Finale
|                              |                         |               |      |                                                                                 |
| 5 mei 1978 Finale KNVB Beker | AZ '67                  | 1 – 0 (0 – 0) | Ajax | Olympisch Stadion, Amsterdam Toeschouwers: 38.248 Scheidsrechter: Siem Wellinga |
| 5 mei 1978 Finale KNVB Beker | Henk van Rijnsoever 58' |               |      | Olympisch Stadion, Amsterdam Toeschouwers: 38.248 Scheidsrechter: Siem Wellinga |

| AZ '67           |  |                     |     |
|                  |  |                     |     |
| DM               |  | Rizah Mešković      |     |
|                  |  | Hugo Hovenkamp      |     |
|                  |  | Ronald Spelbos      |     |
|                  |  | Henk van Rijnsoever | 80' |
|                  |  | Peter Arntz         |     |
|                  |  | Loek Ursem          |     |
|                  |  | John Metgod         |     |
|                  |  | Willem van Hanegem  |     |
|                  |  | Kristen Nygaard     |     |
|                  |  | Bert van Marwijk    | 70' |
|                  |  | Kees Kist           |     |
| Wisselspelers:   |  |                     |     |
|                  |  | Jan Peters          | 70' |
|                  |  | Jan Verheijen       | 80' |
| Trainer:         |  |                     |     |
| Cor van der Hart |  |                     |     |

| Ajax           |  |                 |     |
|                |  |                 |     |
| DM             |  | Piet Schrijvers |     |
|                |  | Pim van Dord    |     |
|                |  | Ruud Krol       |     |
|                |  | Søren Lerby     |     |
|                |  | Frank Arnesen   | 75' |
|                |  | Dick Schoenaker |     |
|                |  | Johan Zuidema   |     |
|                |  | Tscheu La Ling  | 65' |
|                |  | Geert Meijer    |     |
|                |  | Ruud Geels      |     |
|                |  | Simon Tahamata  |     |
| Wisselspelers: |  |                 |     |
|                |  | Hans Erkens     | 65' |
|                |  | Jan Everse      | 75' |
| Trainer:       |  |                 |     |
| Tomislav Ivić  |  |                 |     |

| KNVB Beker 1977/78  |
| ------------------- |
| AZ '67 Eerste titel |